# カーロス・グレイシー
カーロス・グレイシーもしくはカルロス・グレイシー（Carlos Gracie、1902年9月14日 - 1994年10月7日）は、ブラジルの男性柔術家。グレイシー柔術創始者。ブラジリアン柔術赤帯十段。

## 来歴
パラー州ベレン生まれ。父親のガスタオン・グレイシーと親交があった前田光世から柔術を直接伝授される。その後、リオデジャネイロ市で道場を開き柔術普及に努める。
5人の妻との間に21人の子供を授かる。最初の息子であるカーウソン・グレイシーは選手として活躍した後に指導者となり『カーウソン・グレイシーチーム』を率い、5人目の妻との間に生まれたカーロス・グレイシーJrはグレイシーバッハを主宰し、国際ブラジリアン柔術連盟の会長も務めている。92歳で他界。生涯、ベジタリアンで通した。

## 家族
- 父：ガスタオン・グレイシー（Gastão Gracie）
- 弟：エリオ・グレイシー（Hélio Gracie）
- 妻：マールマム
- 長男：カーウソン・グレイシー（Carlson Gracie）
  - 孫：カーウソン・グレイシーJr（Carlson Gracie Jr.）1969年11月9日生
- 次男：カーロス・ホブソン・グレイシー（Carlos Robson Gracie）
  - 孫：チャールズ・グレイシー（Charles Gracie、カーロス・ホブソン長男）
  - 孫：ヘンゾ・グレイシー（Renzo Gracie、ヘンゾ・グレイシー柔術アカデミー主宰、カーロスホブソン次男）1967年3月11日生
  - 孫：ハウフ・グレイシー（Ralph Gracie、カーロス・ホブソン三男）1971年5月25日生
  - 孫：ハイアン・グレイシー（Ryan Gracie、カーロス・ホブソン四男）1974年8月14日生
- 三男：カーリー・グレイシー（Carley Gracie、2人目の妻との息子1949年生、アメリカ合衆国カリフォルニア「カーリー柔術アカデミー」主宰。平直行にグレイシー柔術を教授。）
- 四男：ホーウス・グレイシー（Rolls Gracie、3人目の妻との息子）1951年-1982年
- 五男：カーロス・グレイシーJr（Carlos Gracie Jr.、ブラジリアン柔術連盟の会長、グレイシーバッハ主催）1956年生
- 六男：ヒリオン・グレイシー（Rílion Gracie）1963年生
- カーロス・グレイシーJrの従兄弟
  - ヒーガン・マチャド（マシャード）（Rigan Machado）1966年7月2日生
  - ジアン・マチャド（マシャード）（Jean Machado）1968年2月12日生
  - ジョン・マチャド（マシャード）（John Machado）1969年7月16日生